# Ibn al-Faqih al-Hamadani
Ibn al-Faqīh al-Hamadānī (in arabo ابن الفقیه الهمداني‎?; Hamadan, 869 – tra il 941 e il 951) è stato un geografo e storico persiano, famoso per la sua opera Mukhtaṣar Kitāb al-buldān (in arabo ﻣﺨﺘﺼﺮ ﻛﺘﺎﺏ ﺍﻟﺒﻠﺪﺍﻥ‎?, Compendio del Libro delle contrade).
Della sua vita non si conosce nulla, né alcuna sua opera ci è pervenuta. Il lavoro che a lui dedicò l'orientalista olandese Michael Jan de Goeje si è basato sulle informazioni che di lui e del suo lavoro forniscono altri due autorevoli autori arabi: Ibn al-Nadīm e al-Muqaddasi.
Nel 1923 tuttavia, lo studioso turco Zeki Velidi Togan ha creduto di rintracciare il Mukhtaṣar Kitāb al-buldān in un manoscritto contenuto nella Biblioteca del Mausoleo dell'Imām ʿAlī al-Reża a Mashhad, malgrado non sia possibile affermare con certezza la paternità dell'opera, visto che mancano del tutto la prima e l'ultima pagina, dove cioè sono ospitati gli indispensabili incipit e colophon.
La rilevanza anche storica dell'opera di Ibn al-Faqīh al-Hamadānī è bene espressa da André Miquel che sottolineò l'abbondanza di tematiche di adab presenti nel Mukhtaṣar Kitāb al-buldān e le numerose osservazioni storiche che accompagnavano le descrizioni geografiche, in cui non faceva difetto un lessico specialistico della disciplina.